# Senseo

Das Logo der Marke

Senseo ist der Markenname der ersten Portionskaffeemaschine mit Kaffeepads, die 2001 in einer Kooperation des Elektronikherstellers Philips mit dem niederländischen Kaffeeröster Jacobs Douwe Egberts entwickelt wurde.
Der Name Senseo steht dabei zum einen für die Maschine des Herstellers Philips, mit der der Kaffee des Kaffeerösters Douwe Egberts zubereitet wird, und zum anderen für die Portionierungsform des Kaffees in speziellen Pads, die anfangs nur von Douwe Egberts und inzwischen auch von vielen anderen Herstellern angeboten werden. Senseo wurde 2002 in Deutschland auf den Markt gebracht. Inzwischen wurden weltweit über 33 Millionen Geräte verkauft.

## Konzept

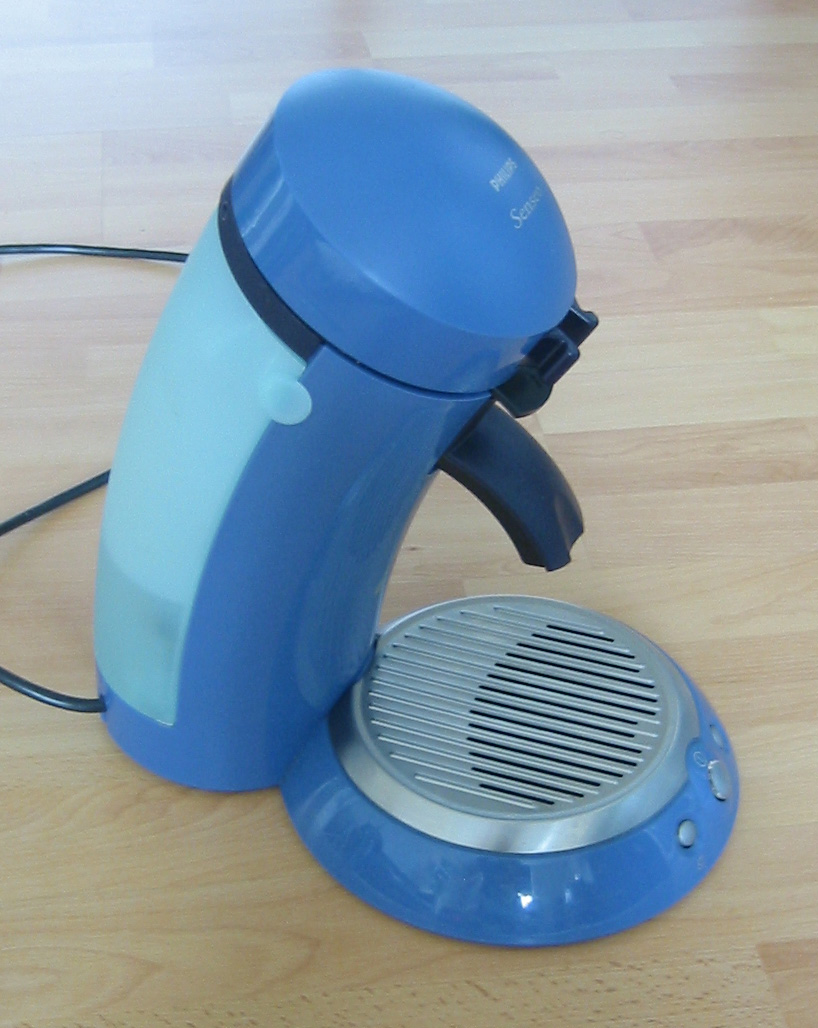
Senseo-Gerät der ersten Generation

Der Kaffee wird in vorportionierter Form mittels sogenannter Kaffeepads in das Gerät eingelegt. Ein Pad enthält mit 7 g Kaffeepulver in etwa die Menge, die allgemein für eine Tasse Kaffee empfohlen wird (auch für herkömmlichen Filterkaffee; 1 Kaffeelot oder 6–8 g pro Tasse à 125 ml). Mit einem Druck von etwa 1,4 Bar wird das auf über 90 °C erhitzte Wasser innerhalb von ca. 40 Sekunden durch das Pad gedrückt. Durch die kurze Kontaktzeit des Wassers mit dem Kaffeepulver erreicht das Gerät so bei dem produzierten Filterkaffee eine Zusammensetzung, die wie bei allen Drucksystemen relativ arm an Reiz- und Bitterstoffen ist, da diese im Pad verbleiben.
Die Senseo-Kaffeepadmaschine verfügt über ein durch Patente geschütztes Brühsystem und eine spezielle Schaumkammer, mit der eine ähnliche Crema auf dem Kaffee erzeugt wird, wie man sie von Espresso und Schümli-Kaffee kennt. Diese Crema ist jedoch nur einfacher aufgeschäumter Kaffee. Die für die Senseo-Kaffeemaschine entwickelten Senseo-Kaffeepads sind mit ihrer Form sowie Mischung, Mahlgrad und Röstung der Kaffeebohnen auf das Brühsystem abgestimmt und werden seit der Markteinführung des Systems von immer mehr Herstellern – darunter auch Discountern – angeboten.
Nach einer Aufwärmzeit von ca. 60 Sekunden (nach dem Einschalten) und dem Einlegen eines Kaffeepads kann Kaffee hergestellt werden. Es können eine oder zwei Kaffeetassen gleichzeitig gebrüht werden; deshalb werden zwei verschiedene Padhalter mitgeliefert. Das Gerät hat eine Abschaltautomatik, die nach einigen Minuten Nichtbenutzung aktiv wird. Alle abnehmbaren Teile dieser Kaffeemaschine sind spülmaschinenfest.

## Funktionsprinzip

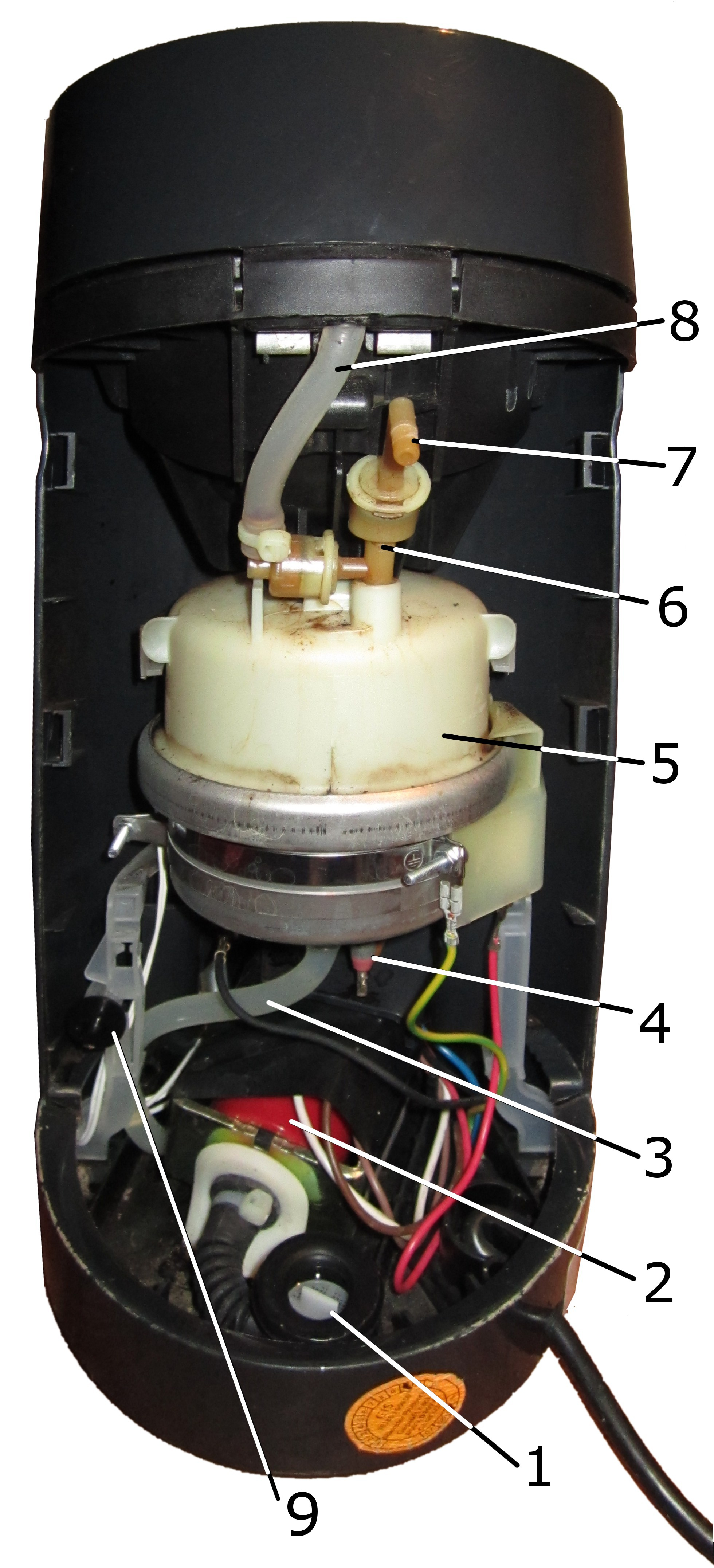
Innenansicht einer Senseo-Maschine der 2. Generation

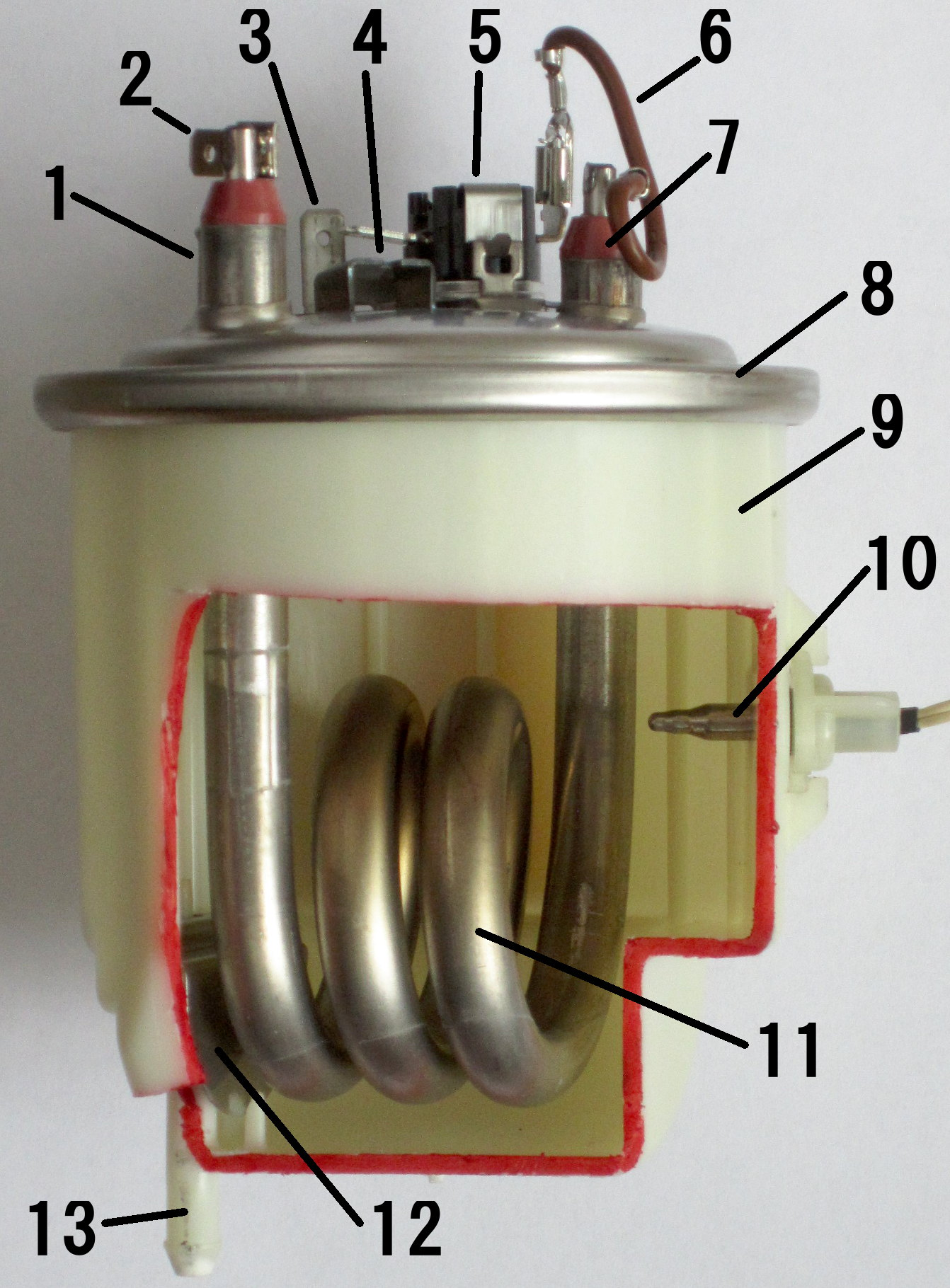
Aufgeschnittener Boiler mit gut sichtbarem Rohrheizkörper

Im Unterschied zur Filterkaffeemaschine, die das Wasser kontinuierlich kocht und durch den eigenen Auftrieb (Kochblasen) nach oben in den Filter transportiert, erhitzt die Maschine der Marke Senseo eine Portion Wasser zunächst vollständig in einem eingebauten Boiler und pumpt es danach mit einer Schwingankerpumpe durch das Pad. Während des Brühvorgangs kocht das Wasser nicht weiter, sondern verhindert mit ca. 90 °C Brühtemperatur das Verdampfen der Röstaromen des Kaffees.
Um sicherzustellen, dass der Boiler in der Maschine immer mit Wasser gefüllt ist, befindet sich ein Schwimmer in dem abnehmbaren Wassertank, der eine Messung des Mindestfüllstandes erlaubt. Ist der Mindestfüllstand unterschritten, wird der Erhitzer von der Elektronik im Fuß der Maschine ausgeschaltet und die Einschalt-LED blinkt schnell. So wird sichergestellt, dass der Rohrheizkörper des Boilers nicht überhitzt. Bei der Erstbenutzung oder entleerter Maschine ist zum Füllen des Boilers daher eine besondere Füllprozedur durchzuführen. Das Verhindern von Luftkontakt mit dem Rohrheizkörper verringert außerdem Kalkablagerungen. Bei genügendem Wasserstand wird direkt nach der Beendigung des Brüh- und Füllvorganges die nächste Portion Wasser aufgeheizt, was durch langsames Blinken der Einschalt-LED signalisiert wird.
Über ein Dreiwegeventil zwischen Tank und Brühkammer wird verhindert, dass beim Sieden des Wassers im Boiler heißes Wasser aus einem eventuell offenstehenden Brühkammerdeckel spritzt – stattdessen werden kurze Wasserdruckstöße über einen zurück in den Wassertank mündenden Überlauf geleitet. Das Dreiwegeventil unterliegt einer gewissen Alterung, weswegen ältere Maschinen dazu neigen, immer mehr Wasser nicht in die Brühkammer, sondern direkt zurück in den Wassertank zu fördern. Regelmäßiges Entkalken wirkt diesem Alterungsprozess entgegen.

## Entwicklung

### Maschine und Zubehör

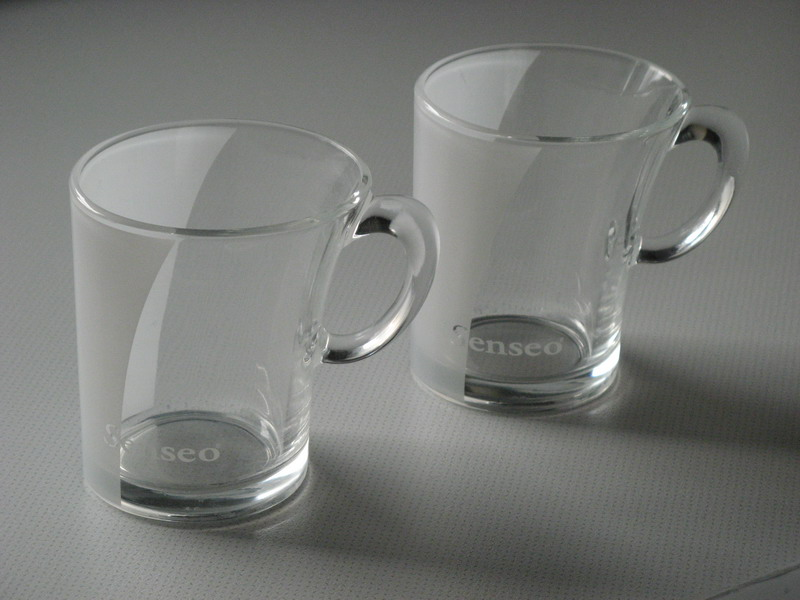
Original Senseo-Tassen

Bei der Markteinführung (zuerst 2001 in den Niederlanden) handelte es sich um eine weitere Form eines Kaffeepadsystems, das jedoch im Unterschied zu den bereits existierenden Systemen schnell zahlreiche Nachahmer fand. Bis zum Mai 2007 wurden von Senseo weltweit über 15 Millionen Kaffeepadmaschinen und mehrere Milliarden Kaffeepads verkauft. In Deutschland, wo das System Ende 2002 auf den Markt kam, wurden bereits über fünf Millionen Kaffeepadmaschinen und mehrere Milliarden Pads abgesetzt.
Philips und Douwe Egberts versuchten, vor Gericht gegen zahlreiche konkurrierende Hersteller vorzugehen, und beriefen sich dabei auf das europäische Patent EP0904717B1, das sich auf eine Baueinheit bestehend aus einem Behälter und einem Kaffeepad bezieht. Dieses Patent wurde am 30. August 2006 durch eine Beschwerdekammer des Europäischen Patentamtes widerrufen, so dass andere Kaffeeröster inzwischen ebenfalls Kaffeepads für Senseo-Kaffeepadmaschinen herstellen und vermarkten können.
Nach kurzer Zeit führte Philips ein Nachfolgemodell des Kaffeeautomaten ein, welches sich optisch jedoch nur wenig vom Vorgängermodell unterscheidet. Neu war ein verbesserter Schließmechanismus, eine verbesserte Tassenstellfläche (jetzt auch für eine Tassenhöhe von 9,5 cm geeignet) sowie die Senkung der Leistungsaufnahme von rund 1700 auf 1450 Watt bei gleicher Brühdauer durch die Verwendung eines nur noch zum Teil aus Edelstahl bestehenden Boilers.
Als Zubehör gibt es im Handel einen größeren Wasserbehälter mit 1,5 Liter Fassungsvermögen, was gerade bei einer häufigeren Benutzung (zum Beispiel im Büro) sehr von Vorteil ist.
Anfang September 2006 stellte Philips eine weitere Generation von Senseo-Kaffeepadmaschinen unter dem Namen „New Generation“ vor. Das Design wurde überarbeitet, außerdem bietet der original zugehörige Wasserbehälter nun eine Füllmenge von 1,2 Litern. Die neueren Kaffeepadmaschinen sind in drei Varianten erhältlich, wobei die teuerste Variante ein LC-Display mit Eingabe-Taster enthält, mit dem man die Wassermenge in drei Stufen einstellen kann, sowie einen in der Höhe verstellbaren Kaffeeauslass. Die Spitzenvariante ist weitaus teurer als die ursprünglichen Geräte (empfohlener Listenverkaufspreis des Herstellers 129,– €), welche aber weiterhin im Sortiment bleiben.
Ende 2008 brachte Philips die Kaffeepadmaschine „Senseo Latte Select“ heraus. Diese hat einen integrierten abnehmbaren Milchbehälter und eine zusätzliche Pumpe plus Dampferzeuger mit einer Leistungsaufnahme von 1200 W. Dies ermöglicht es, Milch aufzuschäumen und so Milchkaffeespezialitäten wie Latte macchiato, Cappuccino und Café Latte herzustellen. An den Pads hat sich nichts geändert, sie sind weiterhin zu älteren Geräten kompatibel.
Seit September 2009 ist die Senseo „Quadrante“ auf dem Markt. Neben der auffälligen, nun viereckigen Form hat Philips bei dieser Maschine Augenmerk auf eine komfortablere Bedienung gelegt. So ist das Tassentablett höhenverstellbar, um Spritzer zu vermeiden; der Wassertank hat eine Griffmulde zum einfacheren Herausnehmen, und die Höhe des Wassertanks passt nun unter alle gängigen Wasserhahnsysteme. Durch die geänderte Bauform sind die Padhalter aus den typischen gebogenen Maschinen nicht mit der Quadrante kompatibel. Die drei Bedientasten sind in den Deckel verlegt, dessen Verschlussposition über einen Hall-Sensor abgefragt wird.
Die Ende 2012 eingeführte „Twist“-Generation ist im Design stark verändert worden: Der bei den bisherigen Typen immer in die Maschine integrierte Wassertank ist leicht rechts separat stehend angeordnet und damit besser sichtbar. Die bisher vorne bzw. auf dem Deckel angeordneten Bedientasten sind neben der Maschine angeordneten Touchbuttons mit zahlreichen Anzeige-LEDs gewichen. Die Tassenabstellfläche mitsamt der Tropfschale lässt sich jetzt komplett von der Maschine trennen. Als Option gibt es einen Brita-Wasserfilter für den Tank sowie Modelle mit einem angebauten Milchaufschäumer („Twist&Milk“).
2013 wurde mit der Senseo „Latte Duo“ eine Maschine eingeführt, die auf der Basis von Kaffee-Pads gleichzeitig zwei Kaffees mit frisch aufgeschäumter Milch zubereiten kann. Die Milch wird dabei durch einen Schlauch aus einem beliebigen Gefäß angesaugt.
Mit der Senseo „Up“ wird 2014 ein besonders schmales Modell vorgestellt, dessen Breite nur etwas über 10 Zentimeter beträgt. Die Verringerung in der Breite wurde durch eine größere Tiefe von ca. 35 Zentimetern erreicht. Die Senseo „Up“ kann nur jeweils eine Tasse Kaffee zubereiten. Die Zubereitung des Kaffees erfolgt durch einmaligen Knopfdruck; ein separates Einschalten ist bei dieser Maschine nicht mehr nötig. Bei der Version „Up+“ kann zusätzlich die gewünschte Füllmenge individuell eingestellt werden.

#### Maschinen-Übersicht
Zusammenstellung der Maschinentypen und -generationen von Philips:
| Philips- Reihenbezeichnung                  | Basic           | Original        | New Generation /Viva Cafe | Latte Select         | Quadrante       | Twist           | Latte Duo     | Up            |
| ------------------------------------------- | --------------- | --------------- | ------------------------- | -------------------- | --------------- | --------------- | ------------- | ------------- |
| Generation                                  | 1               | 2               | new                       | –                    | –               | –               |               |               |
| Modelle                                     | HD7800–HD7801   | HD7803–HD7818   | HD7820–HD7842             | HD7850–HD7854        | HD7860–HD7864   | HD7870–HD7874   | HD7855–HD7857 | HD7880–HD7884 |
|                                             |                 |                 |                           |                      |                 |                 |               |               |
| Markteinführung                             | 2001            | 2002            | 2006                      | 2008                 | 2009            | 2012            | 2013          | 2014          |
| Leistung [W]                                | 1650            | 1450            | 1450                      | 1450 (+1200)         | 1450            | 1450            | 2650          | 1450          |
| Standby-Verbrauch [W]                       |                 | 0,25            |                           | <1                   | <1              | 0,22            |               |               |
| Tankvolumen [l] (Alternativtank)            |                 | 0,7 (1,5)       | 1,2                       | 1,2 (Milch 0,12)     | 1,2 (nein)      | 1               |               | 0,7           |
| Tankentnahme                                | hinten          | hinten          | hinten                    | hinten (Milch vorne) | seitlich        | seitlich hinten | hinten        | hinten        |
| Bedienung                                   | Tasten          | Tasten          | Tasten                    | Tasten               | Tasten          | Touch           | Touch         |               |
| Anzeigen                                    | LED             | LED             | LED (Option: LCD)         | LED                  | LED             | LED             | LED           |               |
| verstellbarer Auslauf                       | nein            | nein            | ja                        | nein                 | nein            | ja              |               |               |
| alternative Padhalter                       | nein            | Espresso        | Espresso                  | Espresso             | Espresso        | Espresso        |               |               |
| Wasserfilter möglich                        | nein            | nein            | nein                      | nein                 | nein            | ja              |               |               |
| Abmessungen B×H×T [mm]                      | 215 × 320 × 305 | 210 × 380 × 310 | 190 × 340 × 300           | 205 × 350 × 350      | 180 × 285 × 250 | 250 × 320 × 310 |               |               |
| Milchzubereitung in der Modellreihe möglich | nein            | nein            | nein                      | ja                   | nein            | ja              | ja            | nein          |
| Volumeneinstellung                          | nein            | nein            | modellabhängig            | ja                   | nein            | ja              | ja            | ja            |
| Entkalkungsanzeige                          | nein            | nein            | ja                        | ja                   | nein            | ja              | ja            | ja            |
| Brühkammer-Verschluss                       | 2-Hebel         | 1-Hebel         | 1-Hebel                   | 1-Hebel              | 1-Hebel         | 1-Hebel         |               |               |

### Pads

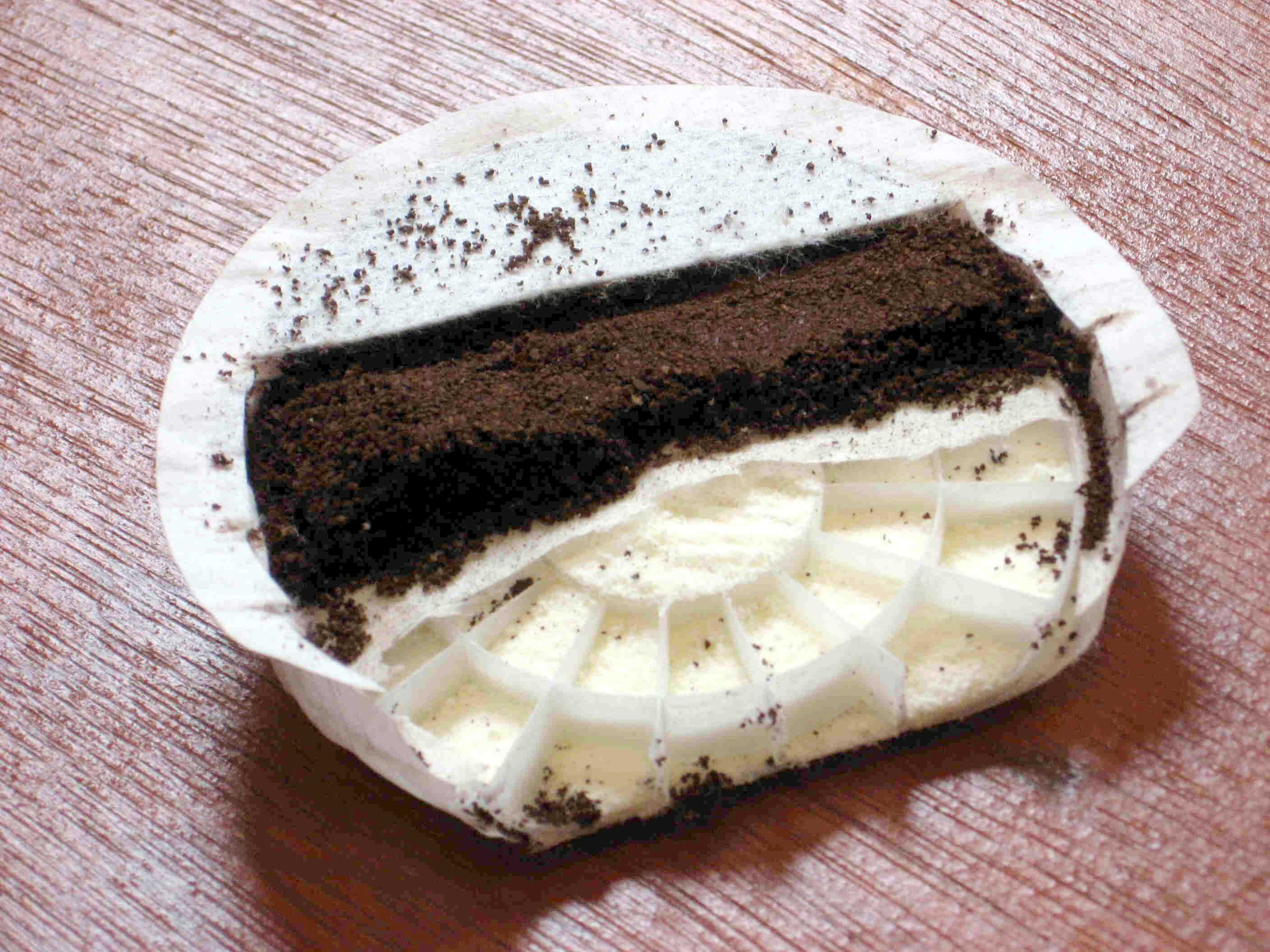
Aufgeschnittenes Kaffeepad für Cappuccino mit Kammer für das Milchpulver

Anfangs konnte man nur zwischen vier Kaffeesorten (mild, normal, stark und entkoffeiniert) wählen. Seit 2005 gibt es Cappuccino-Pads, seit 2006 Espresso-Pads, seit 2007 Tee-Pads, seit 2008 in den Niederlanden Kapseln, mit denen man heiße Schokoladenmilch (Chocomel) in der Maschine zubereiten kann, und seit 2010 Bio-Kaffee.
Mittlerweile gibt es im Handel – teilweise auch bei Lebensmitteldiscountern – eine große Auswahl an Pads für die Senseo-Maschine bzw. entsprechende konkurrierende Geräte.
Eine besondere Pad-Variante stellen die Leer-Pads dar, die man mit handelsüblichem Kaffeepulver oder Tee selbst befüllen kann, diese gibt es als Einweg- und wiederverwendbare Pads.
Seit Ende November 2006 gibt es auch die Pad-Variante „Espresso“. Mit diesen Pads und einem dazugehörigen speziellen Espresso-Padhalter lässt sich mit allen Senseo-Kaffeemaschinen (Ausnahme: HD 7800, Senseo-Maschine der ersten Generation) Espresso zubereiten. Der dafür entwickelte Espresso-Padhalter erzeugt einen höheren Druck in der Maschine und sorgt für eine geringere Wassermenge, welche mit ca. 80 ml etwa einem doppelten Espresso entspricht.

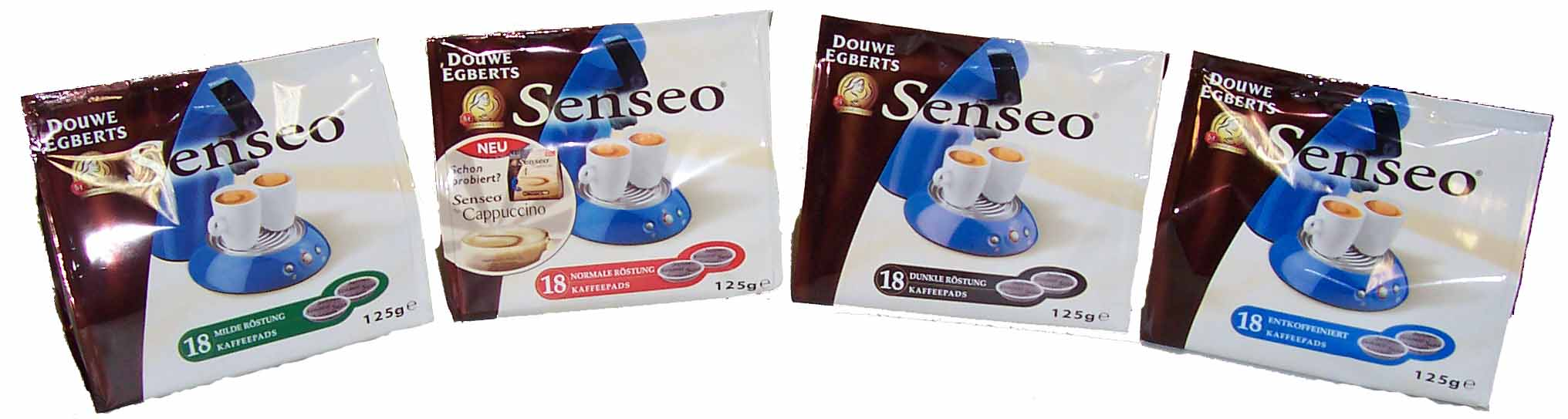
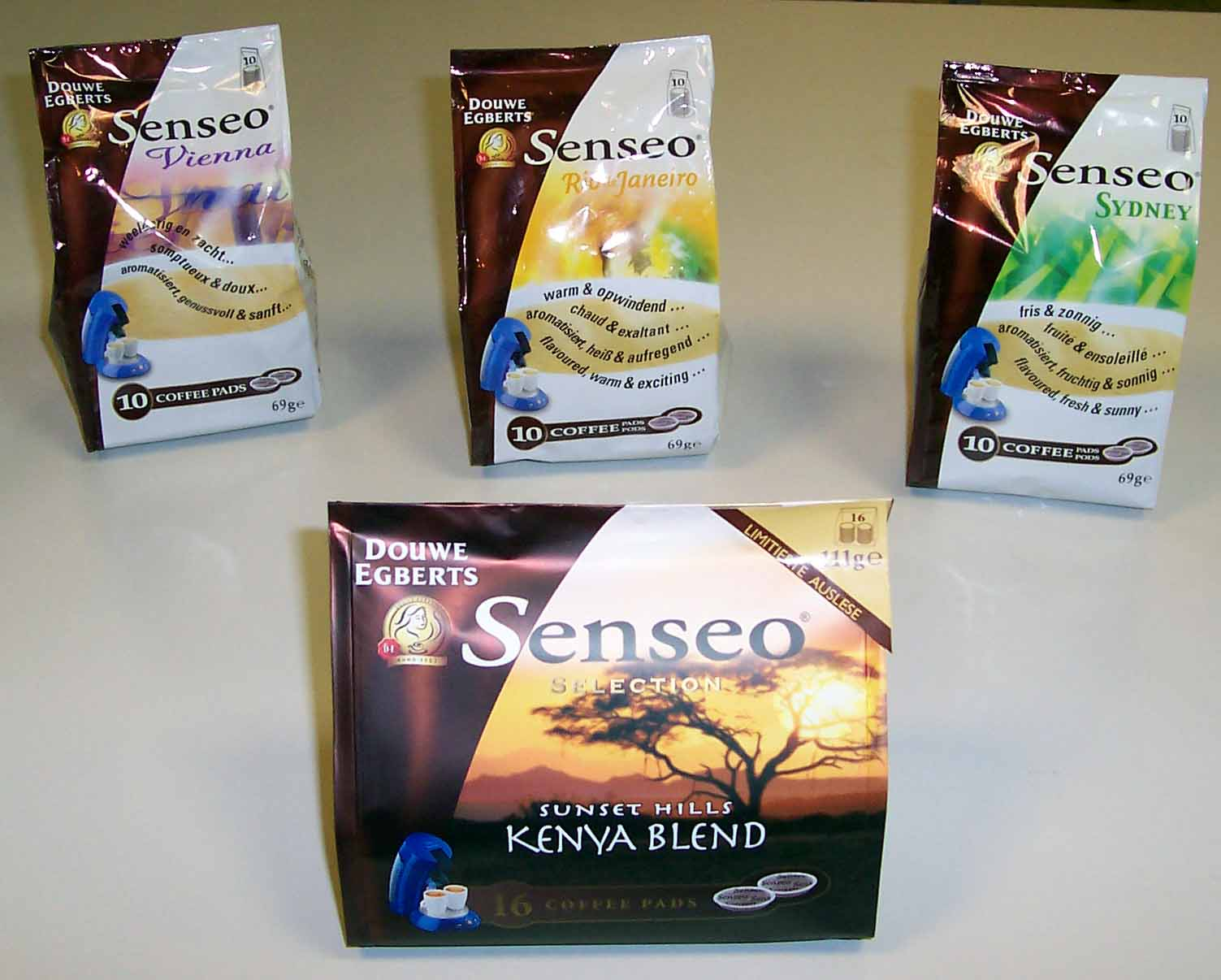
Senseo-Kaffeesorten, die 2006 in Deutschland erhältlich waren; hintere Reihe von links: Vienna, Rio de Janeiro und Sydney; vorne: Kenya Blend

### Umbauten und Erweiterungen
Aufgrund der einfachen Technik und der weiten Verbreitung gibt es mittlerweile eine Vielzahl von privaten Umbauten und Erweiterungen, die von geändertem Design über das Nachrüsten von Funktionen bis hin zu einer kompletten Neuentwicklung der Steuerung reichen.

## Kritik
Ein Kritikpunkt bei den Maschinen der ersten Generationen war der mangelnde Einschaltschutz: Auch wenn das Gerät geöffnet war, konnte der Brühvorgang gestartet werden. Dies konnte zu Verbrühungen führen. Auf Drängen unter anderem der Stiftung Warentest wurden die Geräte vom Hersteller so modifiziert, dass die Kunden besser geschützt sind.

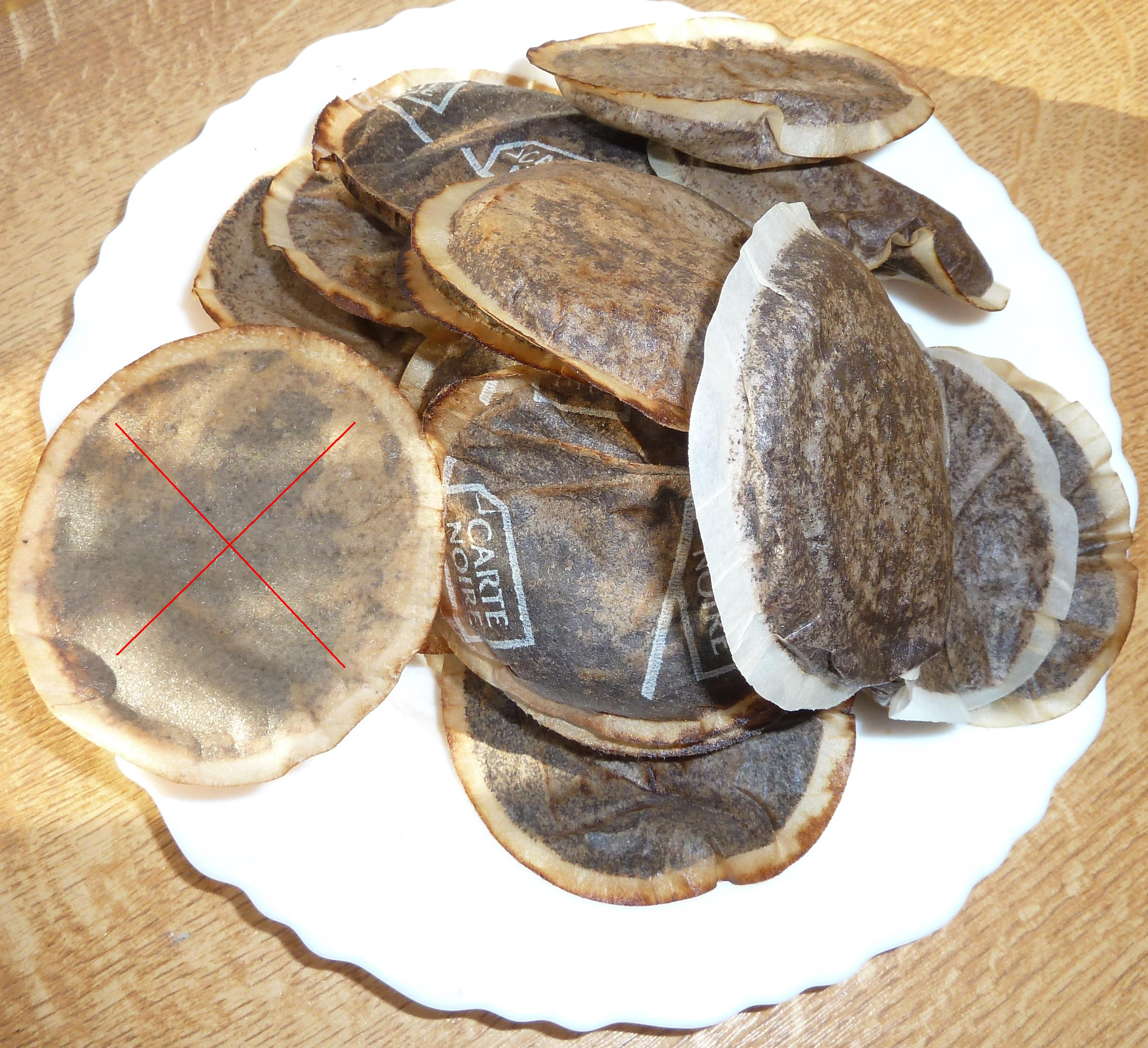
Die benutzten Kaffeepads sind vollständig kompostierbar, bis auf jene mit einer Kunststoffkammer (siehe Markierung)

Auch kritisierte die Stiftung Warentest die Abgabe von Nickel ins Brühwasser, was für Nickel-Allergiker problematisch sein kann.
Weiter gab es bei der Einführung den Vorwurf des Lock-in, d. h. Einführung eines relativ günstigen Gerätes, das wegen des Einsatzes von nur vom Entwickler zu beziehenden Verbrauchsmaterials (Pads) hohe Kosten nach zieht. Zurzeit kostet eine mit original Senseo-Kaffeepads zubereitete Tasse Kaffee zwischen 8 und 16 Cent. Die durchschnittlichen Kosten für eine normale Tasse Filterkaffee liegen bei etwa 4–7 Cent (abhängig vom Preis des Kaffees).
Heute sind jedoch viele Senseo-kompatible Kaffeepads konkurrierender Hersteller verfügbar, die weitaus weniger kosten, denn teilweise gibt es schon eine Tasse Kaffee für unter 6 Cent.
Zur Kritik an den Padsystemen allgemein siehe auch Kaffeepadsystem. Das für die Senseo-Pads verwendete Filtermaterial ist jedoch kompostierbar und somit – abgesehen von der Umverpackung – für die Biomüll-Tonne geeignet.
2009 wurde die Kaffeepad-Maschine in einer großen Rückrufaktion zurückgerufen, da unter bestimmten Umständen der Boiler bersten konnte.